# Formoso (kommun i Brasilien, Minas Gerais)
Formoso är en kommun i Brasilien.   Den ligger i delstaten Minas Gerais, i den sydöstra delen av landet, 210 km öster om huvudstaden Brasília. Antalet invånare är 8 173.
Omgivningarna runt Formoso är huvudsakligen savann. Trakten runt Formoso är nära nog obefolkad, med mindre än två invånare per kvadratkilometer.